# Moros i Cristians de Villena

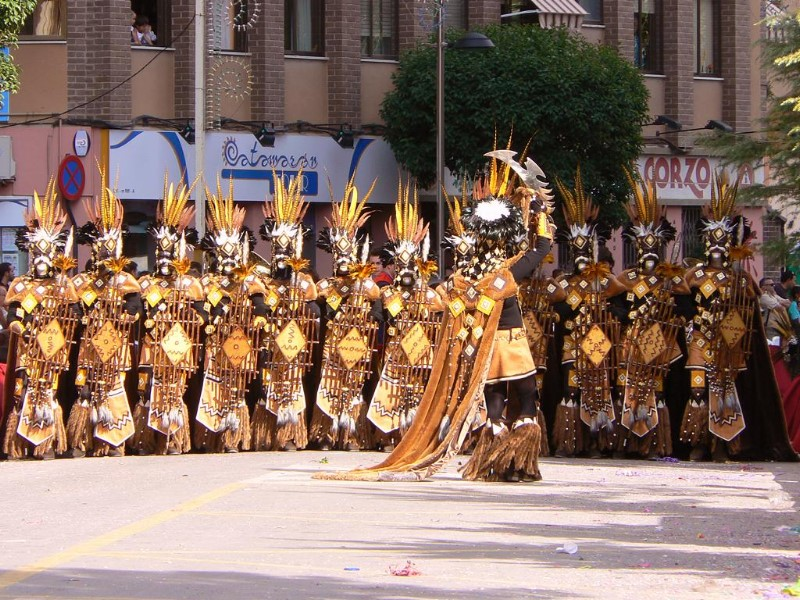
Escuadra de Zulues del bàndol Moro a les Festes de Villena de 2007

Els Moros i Cristians de Villena són les festes en honor de la patrona de la ciutat valenciana de Villena (Alt Vinalopó), la Verge de les Virtuts. Se celebren del 4 al 9 de setembre i estan reconegudes com d'Interès Turístic Nacional.

## Història
El seu origen està en 1474, quan la Verge de les Virtuts, advocada contra la pesta, va ser proclamada patrona de Villena. La seua imatge va ser col·locada en el Santuari construït en 1490, a 5 quilòmetres de la ciutat, al que els ciutadans van fer vot d'anar en romiatge dues vegades a l'any, una al març i l'altra el dia 8 de setembre.
Segons alguns investigadors com Domene Verdú, les Festes de Moros i Cristians actuals són el resultat de la fusió de tres festes diferents:
- Festa Patronal o element religiós que està representat per les processons, romiatges i misses principalment. En Villena és la festa més antiga, ja que data de finals del segle xv.

- Festa Militar o Alarde. És l'element militar, l'origen del qual està en l'antiga Milícia del Regne, denominada després "soldadesca", que participava en la festa patronal ja des del segle xvii. L'acte més representatiu i espectacular de l'element militar de les festes és "L'Entrada", que consisteix en una desfilada en el qual participen tots els festers agrupats en comparses amb magnífics vestits i a ritme de marxes mores, marxes cristianes o pasdobles composts expressament per a les festes. En Villena, l'element militar es va afegir a la festa patronal molt prompte, a principis del segle xvii i la "soldadesca" ja va participar en els romiatges en 1638.

- Festa de Moros i Cristians pròpiament dita o element històric, que consisteix en la lluita, arcabusseria, ambaixades, pèrdua i recuperació d'un castell que simbolitza la població, rememorant fets històrics. Està representat per les ambaixades, escamots, "alardos", desembarcament, conversió del moro al cristianisme o altres actes similars. En Villena és l'element més modern de tots, ja que va ser afegit a la festa patronal en el primer terç del segle xix. A això cal afegir l'element popular, comú a totes les festes i amb una forta projecció social, en ser el poble -festers i espectadors- qui massivament la realitza.

A principis del segle xix es van afegir les ambaixades, els textos de les quals es van escriure entre 1810 i 1815.

## Programa d'actes

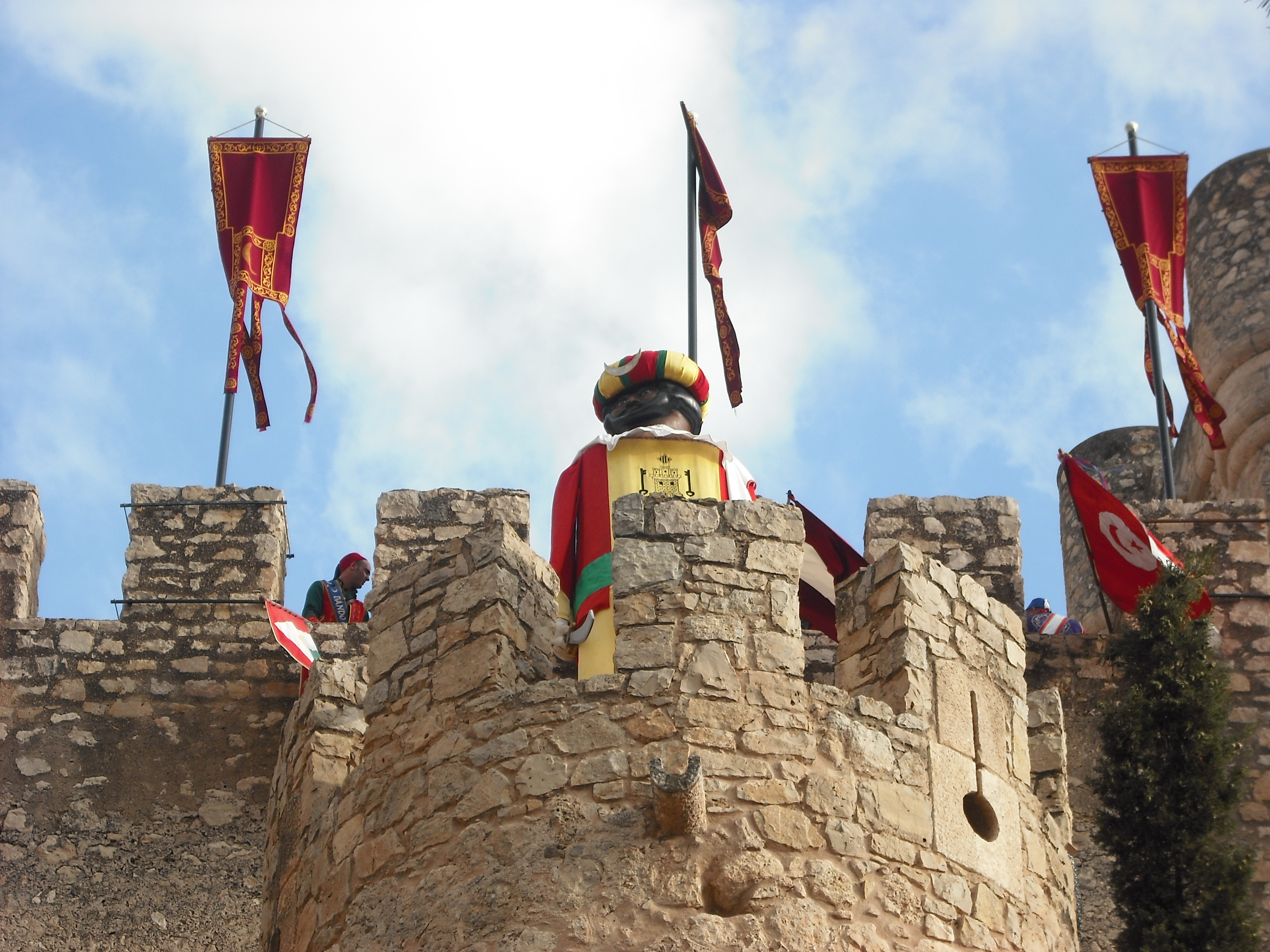
La Mahoma al Castell de la Talaia

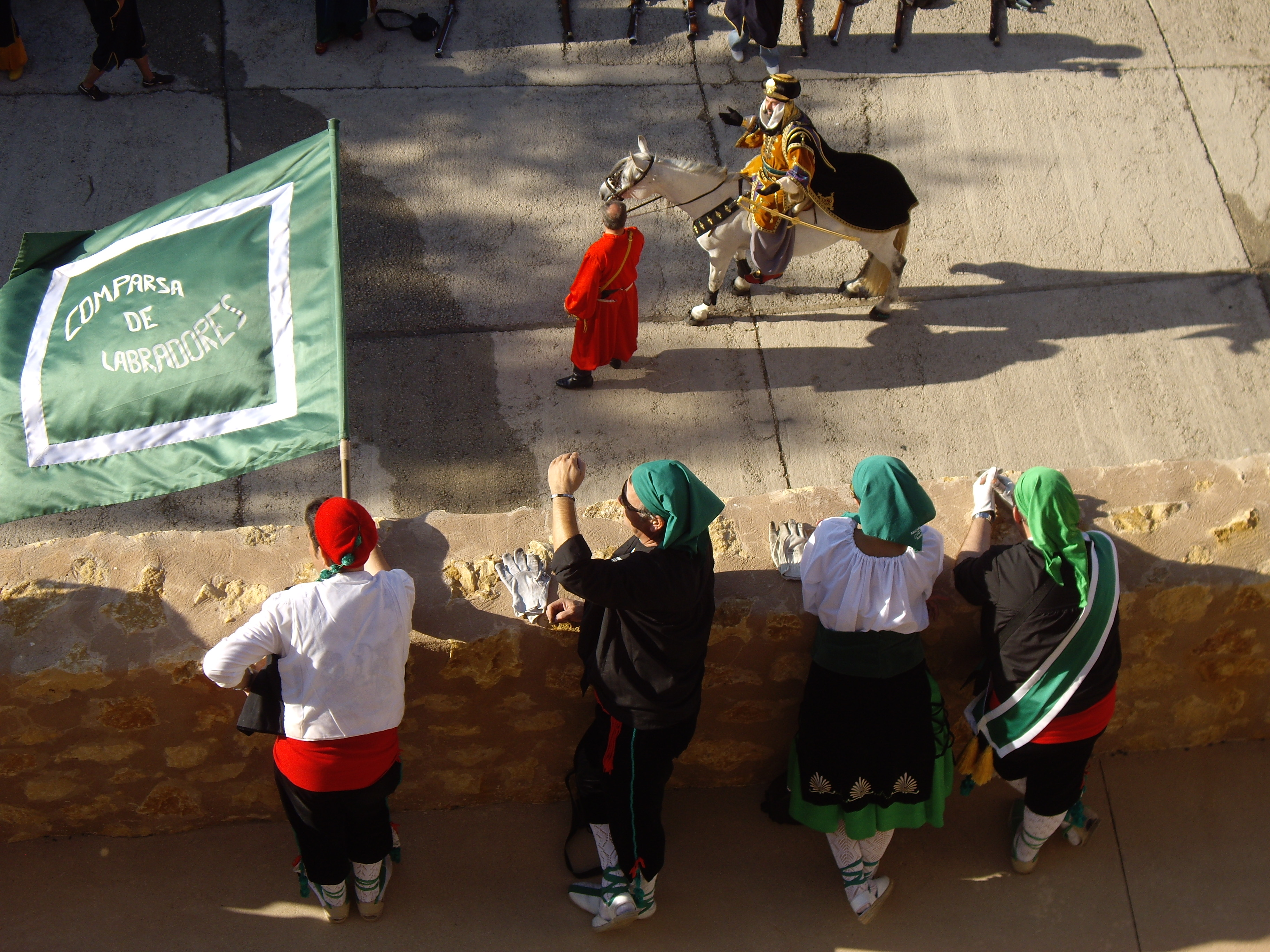
Ambaixada Mora

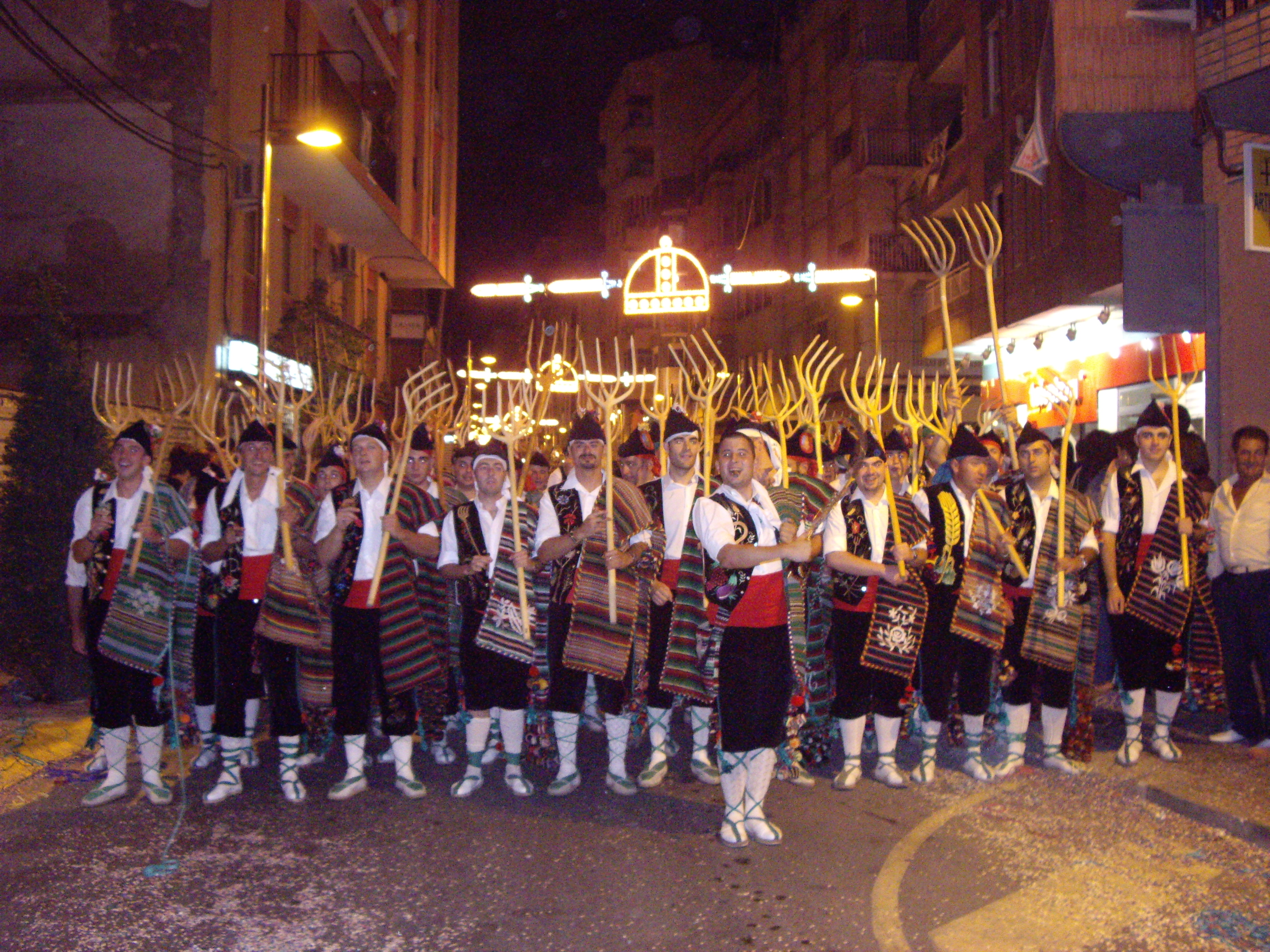
Escuadra dels Maseros a l'Entrada.

La setmana festera es troba plena d'actes, alguns comuns a la resta de festes de Moros i cristians com les dianes, retretes, entrades (tot i que a Villena el bàndol moro desfila en primer lloc i el cristià en segon, al contrari que a la resta de festes).
Destaca el dia 5, quan després de la lectura del pregó de festes, se celebra la Festa del Pasdoble, on les bandes que amenitzaran tots els actes festers, realitzen una desfilada i competeixen per obtindre uns premis que s'atorgaran el darrer dia de festes. També destaca la representació de la "Reconverció del Moro al Cristianisme" que es realitza diversos dies de festes o l'Alborada del dia 7, quan es fan ballar les banderes a la plaça de Santiago en honor de la Verge.
Un element molt peculiar de les festes de Villena és la figura de la Mahoma, que presideix el Castell de la Talaia durant tota la dominació mora i que es retira el dia 8, després de la "Guerrilla i ambaixada del Cristià al Moro", moment en què els Cristians recuperen la ciutat.
La processó general o "Paseo de la Virgen" (com és conegut aquest acte a Villena) és d'interès pel seu origen històric que es documenta des de 1551 i es realitza pel mateix recorregut des de 1756. Fins a 1900 es desfilava disparant arcabussos, actualment es disparen només en tornar la imatge a la plaça de Santiago.

## Comparses
Bàndol Moro
- Moros Viejos (abans de 1843)
- Moros Nuevos (1854)
- Bando Marroquí (1866)
- Moros Realistas (1922)
- Moros Nazaríes (1955)
- Moros Bereberes (1956)
- Piratas (1939)

Bàndol Cristià
- Cristianos (abans de 1843)
- Estudiantes (1845)
- Marinos Corsarios (1884)
- Andaluces (1923)
- Labradores (1926)
- Almogávares (1953)
- Ballesteros (1966)